# Пустарнаков, Владимир Павлович
Владимир Павлович Пустарнаков (7 ноября 1924, Дедово, Фёдоровский район, БАССР — 19 июля 2000, Уфа) — советский российский  живописец. Заслуженный художник БАССР (1977). Член Союза художников с 1964 года. Заслуженный художник РБ (1995). Лауреат Республиканской премии имени Салавата Юлаева (1993).
Участник Великой Отечественной войны, награждён боевыми наградами.

## Биография
Владимир Павлович Пустарнаков родился 7 ноября 1924 года в селе Дедово Фёдоровского района БАССР.
В 1946—1947 годах учился в средней художественной школе для демобилизованных воинов участников Великой Отечественной войны в г. Москве.
С 1948 г. жил и работал в г. Уфе.
С 1948 по 1959 год преподавал рисование и черчение в школах. С 1962 г. работал в Башкирских художественных мастерских Художественного фонда РСФСР.
Умер 19.07.2000 года в г. Уфе.

## Работы
Первый снег, к. м., 1959. Башкирский пейзаж, х. м., 1962. Мальчик с саблей, х. м, 1963. Натюрморт «Окно», х. м., 1964. Долина Агидели, х. м., 1964. Серый день, х. м., 1964. Пастбище, х. м., 1967. В предгорьях Урала, х. м., 1967. Рассвет, х. м., 1971—1974. Пулеметная рота, х. м., 1971—1974. 1943-й год, х. м., 1974. Триптих «Родина», двп. м., 1974—1977: За власть Советов; 1942-й год; 1946-й год. Окончание сенокосных работ, х. м., 1977. Строительство Тобольского острога, двп. м., 1976—1978. Первостроители, двп. м., 1976—1978. Жена декабриста, двп. м., 1976—1978. В. И. Ульянов (Ленин) в Сибирской ссылке, двп. м., 1976—1978. Гидростроительные работы, двп., 1976—1978. Роспись интерьеров фасада Дворца моторостроителей, Уфа, 1967—1969, техника мозаики, фрески (совместно с ф. А. Кащеевым, А. А. Кузнецовым Р. Нафиковым, Л. Я. Крулем, С. А. Литвиновым).

## Выставки
С 1957 года — участник республиканских, декадных, зональных, региональной, всероссийских, всесоюзной и зарубежной выставок.
- Республиканские, Уфа, с 1957 все, кроме молодёжных 1972 и 1977 гг.
- Зональные выставки «Урал социалистический»: Свердловск, 1964; Пермь, 1967; Челябинск, 1969; Уфа, 1974.
- Декадная выставка произведений художников БАССР, Москва, Ленинград, 1969.
- Выставка произведений художников БАССР, посвященная 100-летию со дня рождения В. И. Ленина, Ульяновск, 1970.
- Выставка произведений художников 3-х зон, Москва, 1971.
- Выставка произведений художников автономных республик РСФСР, Москва, 1971.
- Выставка произведений художников БАССР в дни декады башкирского искусства в Kapa-Калпакской АССР, Нукус, 1976.
- Всероссийская художественная выставка «Советская Россия», Москва, 1977.
- Всесоюзная художественная выставка «По ленинскому пути», посвященная 60-летию Великого Октября, Москва, 1977.
- Выставка произведений художников БАССР в ГДР, г. Галле, 1975.

## Награды
- Орден Отечественной войны I степени (1943)
- Орден Отечественной войны II степени (1985).
- Лауреат Государственной премии РБ им. Салавата Юлаева (1993).